# Synagogue du Séminaire national de formation rabbinique - Université juive
La Synagogue du Séminaire national de formation rabbinique - Université juive (en hongrois : Országos Rabbiképző-Zsidó Egyetem zsinagógája) est une synagogue située dans le quartier de Józsefváros, dans le 8e arrondissement de Budapest. Elle est la synagogue du Séminaire national de formation rabbinique - Université juive de Hongrie.